# دانشگاه دیکن
دانشگاه دیکن (به انگلیسی: Deakin University)، دانشگاهی عمومی در استرالیاست که در سال ۲۰۰۹ م. ۳۴٬۶۱۶ دانشجو در آن مشغول به تحصیل بوده‌اند. پردیس‌های این دانشگاه در جیلانگ، ملبورن و ورنمبول ایالت ویکتوریا قرار دارند.

این دانشگاه به افتخار آلفرد دیکن، رهبر جنبش فدراسیون استرالیایی و دومین نخست وزیر استرالیا، دانشگاه دیکن نام‌گذاری شده‌است.

## منایع
1. ↑  مشارکت‌کنندگان ویکی‌پدیا. «Deakin University». در دانشنامهٔ ویکی‌پدیای انگلیسی، بازبینی‌شده در ۶ آوریل ۲۰۱۱.